# جان (لاعب كرة قدم مواليد 1994)
جان (بالبرتغالية: Jean Carlos de Souza Irmer‏) هو لاعب كرة قدم برازيلي في مركز الوسط، ولد في 26 سبتمبر 1994 في تاغواتينغا في البرازيل. لعب مع نادي كورينثيانز.

## وصلات خارجية
- جان (لاعب كرة قدم مواليد 1994) على موقع قاعدة بيانات كرة القدم.إي يو (الإنجليزية)
- جان (لاعب كرة قدم مواليد 1994) على موقع Soccerway.com (الإنجليزية)
- جان (لاعب كرة قدم مواليد 1994) على موقع عالم كرة القدم.نت (الإنجليزية)